# Caecilia pachynema
Espèce
Synonymes
- Caecilia buckleyi Boulenger, 1884

Statut de conservation UICN

 LC  : Préoccupation mineure
Caecilia pachynema est une espèce de gymnophiones de la famille des Caeciliidae.

## Répartition
Cette espèce se rencontre :
- dans le nord de la cordillère Centrale en Colombie ;
- sur le versant Pacifique de la cordillère Centrale de l'Équateur entre 1 500 et 1 800 m d'altitude.

## Publication originale
- Günther, 1859 : Second list of cold-blooded vertebrata collected by Mr. Fraser in the Andes of Western Ecuador. Proceedings of the Zoological Society of London, vol. 1859, p. 402-420 (texte intégral).